# Egor Pávlovich Goetzen
Egor Pávlovich Goetzen (en ruso: Егор Павлович Гетцен; ?-1821), también transliterado como Yegor y el apellido alemán como Götzen o Getzen, fue un capitán-teniente ruso.

## Biografía
Se desconoce la fecha exacta de nacimiento.
El 10 de junio de 1778 fue inscrito en el Cuerpo de Cadetes Navales, donde el 1 de mayo de 1780 fue ascendido al grado de guardiamarina y entre 1780 y 1782 realizó viajes de entrenamiento en barcos de la Flota del Báltico. El 1 de mayo de 1782 egresó del cuerpo con ascenso al grado de guardiamarina capitán.
El 1 de mayo de 1785, Goetzen fue ascendido al rango de teniente y participó en la guerra sueca de Catalina II, por su distinción en las batallas fue ascendido al rango de capitán-teniente.
Entre junio y agosto de 1796, al mando del barco de transporte Gribswald como parte de la flotilla de transporte, Goetzen se trasladó de Reval a Sheerness, entregando alimentos y materiales a los barcos del escuadrón del vicealmirante P. I. Janíkov, y en octubre regresó a Reval.
El 14 de marzo de 1801, Egor Pávlovich fue ascendido al rango de capitán de segundo rango, y el 10 de febrero de 1804, a capitán de primer rango . Al mando del barco Moskvá, un navío de línea de 74 cañones, participó en la guerra ruso-otomana como parte de un escuadrón bajo el mando del entonces vicealmirante D. N. Siniavin.
El 26 de noviembre de 1806, «por su impecable servicio en las filas de oficiales, 18 campañas navales de seis meses de duración», Goetzen recibió en San Petersburgo la Orden de San Jorge de cuarto grado.
Tras la firma del Tratado de Tilsit, los barcos Moskvá y San Pedro, bajo el mando de Goetzen, abandonaron Corfú el 2 de octubre de 1807 y se dirigieron hacia Gibraltar con la esperanza de abrirse paso hacia Rusia. Pero el 9 de octubre, encontrándose entre Sicilia y Cerdeña, se vieron sorprendidos por una fuerte tormenta y, debido a los daños, tuvieron que hacer escala en Portoferraio, en la isla de Elba. Los franceses no les dejaron ir más lejos. A principios de 1808, ambos barcos se trasladaron a Tolón, donde se encontraba la escuadra francesa al mando del almirante Gontom, y permanecieron allí durante veintidós meses bajo bandera rusa. El 27 de septiembre de 1809 se recibió la orden más alta de vender los barcos a Francia.
El 8 de enero de 1809, Egor Pávlovich fue ascendido al rango de capitán comandante, y al año siguiente se le concedió en San Petersburgo la Orden de Santa Ana de segundo grado.
En 1817, «por 35 años de impecable servicio», recibió la Orden de San Vladimiro de cuarto grado.
Durante las campañas extranjeras del ejército ruso, Goetzen estuvo en el cuartel principal del zar Alejandro I.

## Distinciones
- Orden de San Jorge en 4to grado (N.º 1851; 26 de noviembre de 1807).
- También recibió otras órdenes del Imperio Ruso.

## Familia
Hijo: Pavel - Guardiamarina de la flota, junto con su padre participó en operaciones militares en el mar Mediterráneo, murió el 21 de abril de 1813.